# Thriller psicològic
El thriller psicològic és una narrativa de thriller que emfasitza la inestablilitat o el deliri dels estats psicològics dels personatges d'un relat. És un subgènre que parteix de l'àmplia estructura narrativa del thriller, amb semblances a la literatura gòtica i la Detective fiction|ficció de detectiu, ja que comparteixen un cert "sentit de dissolució de la realitat". Habitualment, es narren les històries des del punt de vista de personatges estressats: es revelen les seves percepcions mentals distorsionades i se centra en les complexes i sovint torturades relacions entre personatges obsessius i patològics. Els thrillers psicològics incorporen elements de misteri, drama, acció, i paranoia. No s'ha de confondre amb el terror psicològic, el qual implica més terror que temes somatopsíquics.

## Definició
Peter Hutchings afirma que moltes pel·lícules han estat etiquetades com a thrillers psicològics, però normalment refereix a "narratives en enquadraments domèstics en les quals l'acció és suprimida i prenen importància les emocions mitjançant investigacions de les psicologies dels personatges principals." Una característica destacable d'un thriller psicològic és el fet que emfasitza els estats mentals dels seus personatges: les seves percepcions, pensaments, distorsions, i lluita general per assimilar realitat.
Segons el director John Madden, els thrillers psicològics se centren en la història, el desenvolupament del personatge, l'elecció, i el conflicte moral; la por i l'ansietat condueixen la tensió psicològica de maneres imprevisibles. Madden declarà com la manca d'espectacle i la forta èmfasi sobre el personatge dirigí a la seva decadència dins popularitat de Hollywood. Els thrillers psicològics són intrigants per explotar la incertesa sobre els motius dels personatges, la honestedat, i com veuen el món. Les pel·lícules també poden provocar incomoditat en els espectadors per privilegiar-los amb informació desitgen compartir amb els personatges; personatges culpables poden patir una aflicció similar a causa del seu coneixement.
Tanmateix, James N. Frey defineix el thriller psicològic com un estil, més que un subgenre; Frey declara que els bons thrillers s'enfoquen en la psicologia dels antagonistes i construeixen un suspens a poc a poc a través de l'ambigüitat. Alguns creadors i/o distribuïdors de pel·lícules o editors que busquen distanciar-se de les connotacions negatives de l'horror, sovint categorizen la seva feina com a thrillers psicològics. La mateixa situació es pot donar quan determinats crítics etiqueten una obra com a thriller psicològic per tal d'elevar el seu valor literari.

## Tècniques i dispositius literaris
- "Plot twist" o gir d'argument– Pel·lícules com Psicosi i The Skeleton Key han anunciat el fet que contenen girs de trama i van demanar al públic d'abstenir-se de revelar spoilers. Thrillers psicològics amb plot twists mal rebut, com The Village, han patit en taquil.[9]
- Narrador sospitós – Andrew Taylor identifica el narrador sospitós com un dispositiu literari comú que s'utilitza en thrillers psicològics i el remunta a la influència d'Edgar Allan Poe en el gènere. La bogeria criminal pot ser explorada com a tema.[10]
- MacGuffin – Alfred Hitchcock va iniciar el concepte del MacGuffin, un objectiu o element que ajuda a avançar la trama. Sovint, el MacGuffin només es defineix vagament, i es pot utilitzar per incrementar el suspens d'augment.[11]

## Temes
Molts thrillers psicològics han nascut al llarg dels anys, tots en diversos mitjans de comunicació (cinema, literatura, ràdio, etc.). Malgrat aquestes formes de representació tan diferents, han aparegut tendències generals en les narratives. Alguns d'aquests temes recurrents inclouen:
- Mort
- Existència/Missió de vida
- Identitat
- Ment
- Percepció
- Realitat

En thrillers psicològics, els personatges sovint han de lluitar una batalla interior. L'amnèsia és un mecanisme de trama comú utilitzat per explorar aquestes qüestions. El personatge pot ser amenaçat per la mort, ser forçat a conviure amb les morts d'altres, o falsificar les seves pròpies morts. Els thrillers psicològics poden ser complexos, i alguns crítics poden recomanar un segon o tercer visionat per a "desxifrar els seus secrets." Alguns elements comuns poden incloure personatges tipus, com un hardboiled detectiu o assassí en sèrie, involucrats en un joc de persecució. Les novel·les sensacionalistes (un exemple de thrillers psicològics primitius), van ser considerades com a socialment irresponsables a causa dels temes de sexe i violència que s'hi tractaven. Aquestes novel·les, entre d'altres, es van inspirar en les gestes del detectiu de la vida real de Jack Whicher. L'aigua, i especialment les inundacions, sovint són utilitzades per representar la ment insconscient, com a What Lies Beneath i In Dreams. Els thrillers psicològics no sempre són plausibles. Peter Hutchings defineix el giallo, un subgenre italià de thrillers psicològics, com a misteris d'assassinats violents que se centren en l'estil i l'espectacle per damunt de la racionalitat. Segons Peter B. Flint de The New York Times, detractors d'Alfred Hitchcock el van acusar de "confiar en trucs ximples, fils argumentals sense lògica i coincidències escandaloses".

## Exemples

### Guionistes i directors
- Brad Anderson – Ethan Anderton de firstshowing.net descriu els thrillers psicològics d'Anderson com a "únics" i tracten el tema de la pèrdua de memòria.[18]
- Dario Argento – Director italià conegur per les seves pel·lícules de culte de giallo, horror, i thrillers psicològics. Se'l refereix sovint com "el Hitchcock itralià".[19]
- Darren Aronofsky – Sovint tracta temes de bogeria, la cerca de perfecció, i psicologia.[20][21]
- Parc Chan-wook – Director coreà que va explorar el thriller psicològic en la seva "trilogia de la venjança" (Sympathy for Mr. Vengeance, Oldboy, i Lady Vengeance) i Stoker.[22]
- David Cronenberg – Philip French afirma que Cronenberg és un dels "màxims exponents" del subgènre del thriller psicològic, el body horror: "històries de terror que impliquen paràsits, la metamorfosis, malalties, la descomposició i ferides físiques".[23]
- Brian De Palma – Fou anomenat un cineasta per Vincent Canby. De Palma és conegut pels seus thrillers psicològics i pel·lícules de terror, influenciades per Alfred Hitchcock.[24]
- David Fincher – Elabora thrillers foscos i ominosos que tracten la psicologia d'homes, com és el cas de Se7en, The Game, Fight Club, Gone Girl, i Zodíac.[25]
- Alfred Hitchcock – Hitchcock sovint va aplicar conceptes Freudians als seus thrillers, com a Rebecca, Spellbound, Vertigen, Psicosi, Marnie, i La finestra indiscreta.[26]
- Satoshi Kon – Director d'anime japonès conegut per fer thrillers psicològics, com Perfect Blue, Agent Paranoia Agent, Millenium Actress, i Paprika.[27]
- David Lynch – Les seves pel·lícules surrealistes han inspirat l'adjectiu "Lynchian", el qual Jeff Jensen d'Entertainment Weekly defineix com a "absurdament banal, o delirant."[28]
- Christopher Nolan – Director britànic-americà. Les seves pel·lícules tracten la ment, la memòria, i la línia que es troba entre la fantasia i la realitat.[29]
- Roman Polanski – Descrit com a "director de primera classe" per Sheila Johnston de The Independent. Johnston declara que la seva reputació fou establerta gràcies als seus "magnífics primers thrillers psicològics".[30]
- Martin Scorsese – Director americà conegut per thrillers psicològics com El cap de la por i Shutter Island.
- M. Night Shyamalan – Director indi-americà conegut per fer thrillers psicològics que sovint contenen un gir de trama.
- Hideaki Anno – Director d'anime japonès. La seva obra més reconeguda, Neon Genesis Evangelion, indaga en temes psicològics pesats cap al final del film.[31]

### Videojocs
- Alan Wake – Combina el thriller psicològic amb videojocs de tir.[32]
- Catherine.
- Heavy Rain – Time va anomenar Heavy Rain una combinació de Choose Your Own Adventure i el thriller psicològic en els quals els jugadors han de caçar un assassí en sèrie.[33]
- Overclocked: A History of Violence.
- Silent Hill.
- Until Dawn - Un joc en tercera persona que sorgeix de la combinació entre Origen i Choose Your Own Adventure.[cal citació]
- We Happy Few.
- The Stanley Parable.

### Cinema
- Black Swan
- Blade Runner
- L'estranya que hi ha en tu<
- Ex Machina
- Flightplan
- The Game
- Gone Girl
- Origen
- L'escala de Jacob
- El Maquinista
- Memento
- Mr. Nobody
- Shutter Island
- El Silenci dels anyells
- Taxi Driver
- Vertigen

### Televisió
- Danys i perjudicis [34]
- Dexter[35]
- Dollhouse[36]
- Exile[37]
- The Following[38]
- Hannibal[39]
- Homeland[40]
- Jessica Jones[41]
- Lost
- Mad Dogs[42]
- Mr. Robot[43]
- Puella Magi Madoka Magica[44]

### Literatura
- Humayun Ahmed – Conegut per una sèrie de Bengali de thrillers psicològics basats en un professor de psicologia anomenat Misir Ali, el qual The Daily Star va definir com a única en la literatura bengalí.[45]
- Nicci French – Pseudònim de l'equip de marit i muller Nicci Gerrard i Sean French, autors d'onze thrillers psicològics best sellers.[46]
- Patricia Highsmith – Reuters va descriure els seus thrillers psicològics com "complexament planejats" que van existir en un "món claustrofòbic i irracional".[47]
- Henry James – Conegut per Un altre pas de rosca i altres històries d'horror.[10]
- Jonathan Kellerman – The Baltimore Sun va descriure el personatge d'Alex Delaware de les novel·les de Kellerman com "thrillers psicològics de tensió".[48]
- Stephen King – John Levesque del The Seattle Post-Ingelligencer va anomenar Stephen King un "mestre del thriller psicològic".[49]
- Minette Walters – El Sun-Sentinel va declarar que Walters ha obtingut un grup de seguidors de culte que el segueixen pels seus "thrillers psicològics foscos i ben construïts."[50]